# Partit de la Gran Romania
El Partit de la Gran Romania (en romanès Partidul România Mare) és un partit polític romanès d'extrema dreta. Fundat el maig de 1991 per Eugen Barbu i Corneliu Vadim Tudor, va ser liderat per aquest últim des d'aquell moment fins a la seva mort el setembre de 2015. Va tenir representació parlamentària entre el 1992 i 2008.
El PRM va promoure l'irredemptisme romanès a través del concepte de la Gran Romania, que defensa la integració de tots els territoris perduts en el període d'entreguerres, especialment l'annexió de Moldàvia. Així mateix, mantenia una posició bel·ligerant amb les forces polítiques representants de la minoria hongaresa, com la RMDSZ, considerant que conspiraven per a preparar la secessió de Transsilvània.
Més recentment, el seu nou líder, Victor Iovici, declarava que el partit era "centrista, d'orientació patriòtica", i que colabora amb forces tant de dreta com d'esquerra, sempre que siguin moderats i no extremistes.

## Resultats electorals
| Any  | Cambra dels Diputats | Cambra dels Diputats | Cambra dels Diputats | Senat     | Senat | Senat    | Pos.                 | Govern             |
| Any  | Vots                 | %                    | Escons               | Vots      | %     | Escons   | Pos.                 | Govern             |
| ---- | -------------------- | -------------------- | -------------------- | --------- | ----- | -------- | -------------------- | ------------------ |
| 1992 | 424,061              | 3.89                 | 16 / 341             | 422,545   | 3.85  | 6 / 143  | 6è                   | Coalició (1992–96) |
| 1992 | 424,061              | 3.89                 | 16 / 341             | 422,545   | 3.85  | 6 / 143  | Suport extern (1996) |                    |
| 1996 | 545,430              | 4.46                 | 19 / 343             | 558,026   | 4.54  | 8 / 143  | 5è                   | Oposició           |
| 2000 | 2,112,027            | 19.48                | 84 / 345             | 2,288,483 | 21.01 | 37 / 140 | 2n                   | Oposició           |
| 2004 | 1,316,751            | 12.92                | 48 / 332             | 1,394,698 | 13.3  | 21 / 137 | 3r                   | Oposició (2004–07) |
| 2004 | 1,316,751            | 12.92                | 48 / 332             | 1,394,698 | 13.3  | 21 / 137 | Oposició (2007–08)   |                    |
| 2008 | 217,595              | 3.16                 | 0 / 334              | 245,930   | 3.57  | 0 / 137  | 5è                   | Extraparlamentari  |
| 2012 | 92,382               | 1.25                 | 0 / 412              | 109,142   | 1.47  | 0 / 176  | 5è                   | Extraparlamentari  |
| 2016 | 73,264               | 1.04                 | 0 / 329              | 83,568    | 1.18  | 0 / 136  | 8è                   | Extraparlamentari  |
| 2020 | 32,655               | 0.55                 | 0 / 330              | 38,475    | 0.65  | 0 / 136  | 10è                  | Extraparlamentari  |

## Presidents
- Corneliu Vadim Tudor (1991–2015)
- Emil Strainu (2015–2016)
- Victor Iovici (2017-present)